# スリガオ
スリガオ (Surigao) は、フィリピン・ミンダナオ島の北東部にある港湾都市。
ルソン島やビサヤ諸島からのフェリーが多く着く、ミンダナオ島の玄関口の一つである。北スリガオ州の州都で、2020年の国勢調査では、人口171,107人である。面積は245.34平方km、バランガイ数は54で、33はミンダナオ島本土に、21は島嶼部にある。市街地は5つのバランガイに分かれている。
スリガオ市はアジアの大陸棚の縁にある島々のモザイクで形成されている。市街地はミンダナオ島の北東端にあり、フィリピン海（太平洋）の深淵に面している。北はディナガット島、東はフィリピン海に面し、西はスリガオ海峡に、南は北スリガオ州の自治体に接している。市内とその周辺はニッケルやクロムなど鉱物資源が豊富で、沖合いは魚が豊かな漁場である。また農地も全般に肥沃で、市民生活を支えている。
市は海岸線が長く、白砂や灰色の砂、あるいは小石でできた多種多様なビーチを楽しむことができる。太平洋に面した波の高い島々は、サーフィンに適した場所であり、その他キャンプや野生生活などの冒険も楽しめる。

## 地理
スリガオ市付近のミンダナオ島本土、および北部沖合いに散在する島々は、海岸部は平坦で、内陸部は不規則な起伏の多い地形をしている。市の標高は平均で海抜19mとなっている。本土の最高点はサンフランシスコ町との市境に位置するカバンカアン (Kabangkaan) の尾根で海抜465mである。タガナアン町 (Tagana-an) との境のマパワ峰 (Mapawa) は海抜245mで、斜面には多くの集落（バランガイ）がある。
島嶼部では、ノノック島 (Nonoc) の最高点が海抜263mで、カンティアサイ海峡 (Cantiasay Channel) やハニガド島（Hanigad、最高点の標高163m）を見下ろすことができる。ヒクドプ島 (Hikdop) の頂上はテレグラポ山 (Telegrapo) の250mである。市の東部のバヤグナン島 (Bayagnan) の最高点は242mである。
ミンダナオ島東部は中部や西部と違い台風の通り道にあたり、年間を通して多くの台風に襲われる。
住民のほとんどはカトリックを信仰している。言語はセブアノ語やボホラノ語の影響を受けたスリガオノン語(Surigaonon) であり、ワライ語を話す人も少数ながらいる。住民のほとんどは英語も話す。

## 歴史
1521年、フェルディナンド・マゼランの船隊がレイテ島南方沖のホモンホン島で短い休息をとった後、フィリピン諸島の内部に入っていったのはスリガオ海峡を通ってである。
現在のスリガオ市街地はかつて「バナハオ」 (Banahao) と呼ばれ、「ビラン・ビラン」 (Bilan-Bilan) という良港を有していた。バハナオはかつてスペイン植民地時代に北東ミンダナオ一帯を管轄したカラガ州の一部で、後の1860年にタンダグ（現在のスリガオ・デル・スル州州都）などとともにスリガオ軍政区に属し、その中心地となった。カラガ (Caraga) は「勇敢な者の地」「獰猛な人々」を意味するカラガン (Calagan) から来ている。イタリアの探検家フランシスコ・ジョヴァニ・カレリ (Francisco Giovani Careri) は、帰国後出版した書物で、フランシスコ・コンベス (Francisco Combes) による情報として、カラガンはビサヤ語の二つの単語（魂や人を意味する kalag または calag と、土地を意味する言葉）をあわせたものだと述べている。
スリガオは1752年2月1日、カトリック修道会オーガスチノ・リコレクツの宣教拠点が設けられた。それまでの教区の中心だった北東沖のシアルガオ島 (Siargao)からスリガオに祈祷書が移されたこの日がスリガオの創立の日となっている。
スリガオは1942年5月23日、ブトゥアンから日本軍部隊が侵攻しその占領下に入った。物資の運搬の拠点となったが、1944年9月からのアメリカ軍のフィリピン侵攻で空襲を受け、スリガオ港の日本軍船団は全滅状態となった。スリガオ海峡では、1944年10月24日から25日にかけて、アメリカと日本の艦隊決戦（スリガオ海峡海戦：レイテ沖海戦参照）が起こっている。
スリガオ市は同名の古い州の名から取られた市名である。スリガオの語源説は数多くある。海流を意味する Suloまたは sulog から来たという説、スペイン語で早い水を意味する Surgir から来たという説もある。旧スリガオ州がスリガオ・デル・ノルテ州とスリガオ・デル・スル州に分かれた後、スリガオ町はスリガオ・デル・ノルテの州都となった。スリガオ町に市制が敷かれたのは1970年8月31日である。
2017年2月10日、マグニチュード6.5の地震が発生。少なくとも6人の死者を出したほか、数千人が避難した。スリガオ最大のショッピングモールをはじめとした多くの建物が損壊、崩壊。スリガオの空港の滑走路にはひびが入った
2021年12月16日、大型の台風（台風22号）が市内を襲い、多数の住居が破壊された。